# Peter Zumthor
Peter Zumthor (26. travnja 1943., Basel) je međunarodno poznati švicarski arhitekt i bivši konzervator u Memorijalnom uredu svog rodnog kantona Graubünden, u gradu Churu; dobitnik prestižnih Praemium Imperiale (2008.) i Pritzkerove nagrade za arhitekturu 2009. god., te nagrade Royal Gold Medal (2013.).

## Životopis
Peter Zumthor je rođen 1943. god. kao sin stolarskog majstora u Baselu. Njegova prva obuka je bila upravo za stolara, te je diplomirao u očevoj radionici, a zatim je studirao arhitekturu i dizajn interijera na Školi za umjetnost Baselu, kao i arhitekturu i industrijski dizajn na Pratt Institutu u New Yorku. Deset godina je radio kao zaposlenik konzervatorskog ureda u Graubündenu, a od 1979. god. živi i radi u Haldensteinu gdje ima vlastiti arhitektonski ured s oko 20 zaposlenih.
Kao bivši konzervator posjeduje i povijesnu zgradu u alpskoj dolini Val Lumnezia.
Na arhitektonskoj sceni Zumthor je osamljenik, te stavlja poseban naglasak na odabir graditeljskih materijala.
God. 1993., Zumthor je osvojio arhitektonski natječaj za berlinski memorijalno-dokumentacijski centar nacističkog terora. Nakon što su građevinski troškovi narasli s prvotno planiranih 22.500.000 € na 38.800.000 €, sa studijom izvodljivosti s mogućim dodatnim troškovima od 3-5 milijuna eura, država Berlin je u svibnju 2004. god. objavila novi natječaj. Država se spori s arhitektom i oko troškova rušenja već izgrađenih tornjeva.
Peter Zumthor je bio profesor na Akademiji arhitekture švicarsko-talijanskog sveučilišta (Accademia di Architettura na Università della Svizzera Italiana) u gradu Mendrisio. Oženjen je Annalisom Zumthor-Cuorad, spisateljicom romanske književnosti, s kojom ima troje odrasle djece. Zumthor u svoje slobodno vrijeme svira jazz kontrabas, a njegov sin, Petar Conradin Zumthor je učitelj glazbe i jazz bubnjar, te između ostalog svira u Lucas Niggli kvartetu.
Najveće svjetsko priznanje je doživio 2009. god. kada je dobio prestižnu Pritzkerovu nagradu za arhitekturu jer ga „njegovi kolege iz cijelog svijeta cijene zbog njegovog rada koji je usredotočen, beskompromisan i izvanredno odlučan. ”.

## Djela
Peter Zumthor je oblikovao je svoj način rada gotovo pažljivo poput svojih projekata. Već 30 godina radi u zabačenom selu Haldestein u švicarskim Alpama, daleko od užurbane internacionalne arhitektonske scene. Tu, zajedno sa svojim malim timom, razvija arhitekturu nedirnutu pomodnim i aktualnim. Odbijajući većinu projekata, prihvaća samo one za koje osjeti duboku povezanost, te tijekom izvedbe daje potpunu odanost, nadgledajući realizaciju do najsitnijih detalja.
Professor Miles Lewis, australijski povjesničar arhitekture, u knjizi Architectura, Elements of Architectural Style opisao je njegove Vals terme kao „izvanredan primjer detaljnog rada koji stvara prostore snažnih ugođaja. Plan suprotstavlja hladne sive zidove s toplinom brončanih ograda, te svjetlo i vodu koji oblikuju prostore. Vodoravni spojevi i kamen kopiraju linije vode i oni se nastaljaju jedni na druge na visini vodene površine ... Svaki detalj pojačava važnost kupki na više razina.”
Kunsthaus Bregenz (KUB) ima zbirku od preko 300 arhitektonskih modela, realiziranih i neizgrađenih projekata Zumthora, koji su arhivirani od njegove samostalne izložbe 2007. god. Kolekciji se stalno dodaju novih modela arhitekta. Od 2012., dio ove kolekcije nalazi se u zgradi pošte pored Kunsthausa.
Njegova najznačajnija djela su:
- 1983. Sklonište za rimske iskopine, Chur, Švicarska
- 1989. Kapela sv. Benedikta, Sumvitg, Švicarska
- 1997. Kunsthaus Bregenz, Bregenz, Austrija
- 1993. Dom umirovljenika, Chur-Masans, Švicarska
- 1996. Therme Vals, Vals, Švicarska
- 1997. Berlinski memorijalno-dokumentacijski centar nacističkog terora, tzv. Topografija terora, Berlin (srušeno)
- 2000. Švicarski paviljon za Expo 2000, Hannover, Njemačka
- 2005. Haus Zumthor, Haldenstein, Švicarska
- 2005. Županijska škola općine Churwalden, Švicarska
- 2005. Proširenje pansiona Briol, Bad Dreikirchen, Barbian, Italija
- 2007. Kapela brata Klausa, Wachendorf, Eifel, Švicarska
- 2007. Kunstmuseum Kolumba, Köln, Njemačka
- 2011. Paviljon u Serpentinskoj galeriji, London, UK
- 2011. Muzej vještica, Vardø, Norveška
- 2013. Werkraum Haus, Andelsbuch, Austrija

## Vanjske poveznice
- Djela Petera Zumthora  Arhivirana inačica izvorne stranice od 5. ožujka 2016. (Wayback Machine), Katalog der Deutschen Nationalbibliothek (njem.)
- "Spiritual Architecture", BBC, 14. travnja 2009. (engl.)
- Claudia Schwartz, Zum 70. Geburtstag von Peter Zumthor, Neue Zürcher Zeitung, 26. travnja 2013.